# Staffordshire bull terrier
Staffordshire bull terrier[a] (SBT), também chamado de staffbull, é uma raça de cães de médio porte da categoria terriers de tipo bull, oriunda de Staffordshire na Inglaterra. Descende de uma vertente do extinto bull-and-terrier, originalmente criado para desportos sangrentos (luta de cães, badger-baiting, bear-baiting, bull-baiting, etc). Hoje é um cão de companhia.
Está de perto relacionado ao pit bull e ao american staffordshire terrier, ambos também da categoria terriers de tipo bull.

## História

### Bull-and-terrier
O staffordshire bull terrier surgiu de uma vertente mais compacta do extinto bull-and-terrier, um tipo de cão resultante dos cruzamentos entre os extintos antigos buldogues e antigos terriers, realizados desde o século XVIII nas Ilhas Britânicas. Como razão da origem do bull-and-terrier, e consequentemente do staffbull, estão os desportos sangrentos, como as lutas entre cães e combates com texugos (badger-baiting), que se popularizavam ainda mais no Reino Unido no século XIX, principalmente após a proibição do bull-baiting (Luta entre cães e touros) em 1835, que era muito mais difícil de realizar em segredo. O objetivo era o de obter um animal forte, resistente e ágil ao mesmo tempo, então cruzaram o extinto antigo buldogue com antigos terriers, dando origem ao bull-and-terrier.

### Staffbull
Algumas vertentes de bull-and-terrier da Irlanda e Inglaterra foram levadas para os Estados unidos por volta de 1845, no que mais tarde deram origem ao american pit bull terrier (1898) e american staffordshire terrier (1936); porém os que ficaram na Inglaterra nas mãos de trabalhadores siderúrgicos e mineiros, especialmente a vertente de Cradley Heath (uma cidade dentro de Staffordshire), mais robusta e compacta, deram origem ao que chamamos hoje de staffordshire bull terrier (1935). O nome variou, até ser finalmente chamado de staffordshire em 1935, em homenagem a seu condado natal, quando a raça foi reconhecida pelo The Kennel Club inglês através dos esforços de um grupo de criadores cujo um dos pioneiros foi o importante criador Joe Mallen, considerado "pai da raça" moderna.
O primeiro registro de um staffbull no stud book da raça foi de um cão chamado Buller em 1935 em Londres, com o reconhecimento da raça no mesmo ano pelo The Kennel Club. O primeiro campeão de conformação foi o cão Gentleman Jim de propriedade de Joe Mallen, o já citado criador famoso e pioneiro na organização e reconhecimento da raça.
O staffbull desempenhou várias funções, mas ficou conhecido mais recentemente como "cão babá", devido a afinidade e proteção dada às crianças da família.

## Características
É um cão de porte médio, mais longo que alto, forte, robusto e compacto com peito largo, um crânio distinto e abertura de boca larga inconfundível com masséteres bem desenvolvidos. Seu focinho é curto, o crânio é largo visto de frente, as orelhas são mantidas naturais geralmente em "rosa". A cor de pelagem mais comum é a preta, geralmente com marca branca no peito. Porém outras cores de pelagem são aceitas, como o tigrado, fulvo, azul, castanho, e branco, com exceção da cor fígado (em inglês: liver) e tricolor ou black-and-tan. O nariz é sempre preto, e os olhos preferivelmente escuros. De acordo com o padrão oficial, a altura desejada varia entre 35,5 a 40,5 cm na cernelha para ambos os sexos, e, o peso, no caso dos machos entre 12,7 e 17 kg, e as fêmeas entre 11 e 15,4 kg. Diferencia-se de seus parentes americanos (pit bull e amstaff), sendo menor e mais compacto. É ativo e atlético.

## Galeria

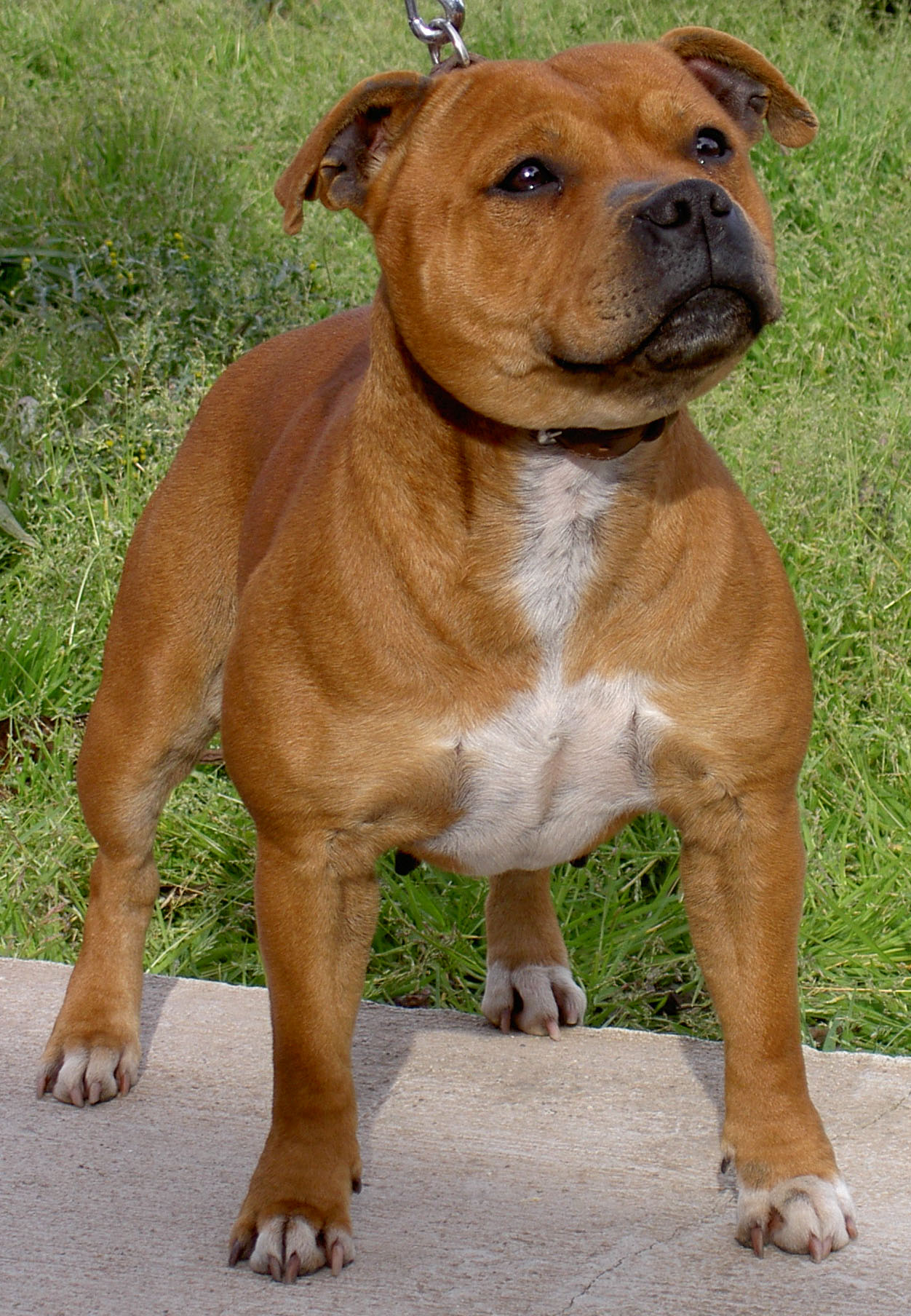
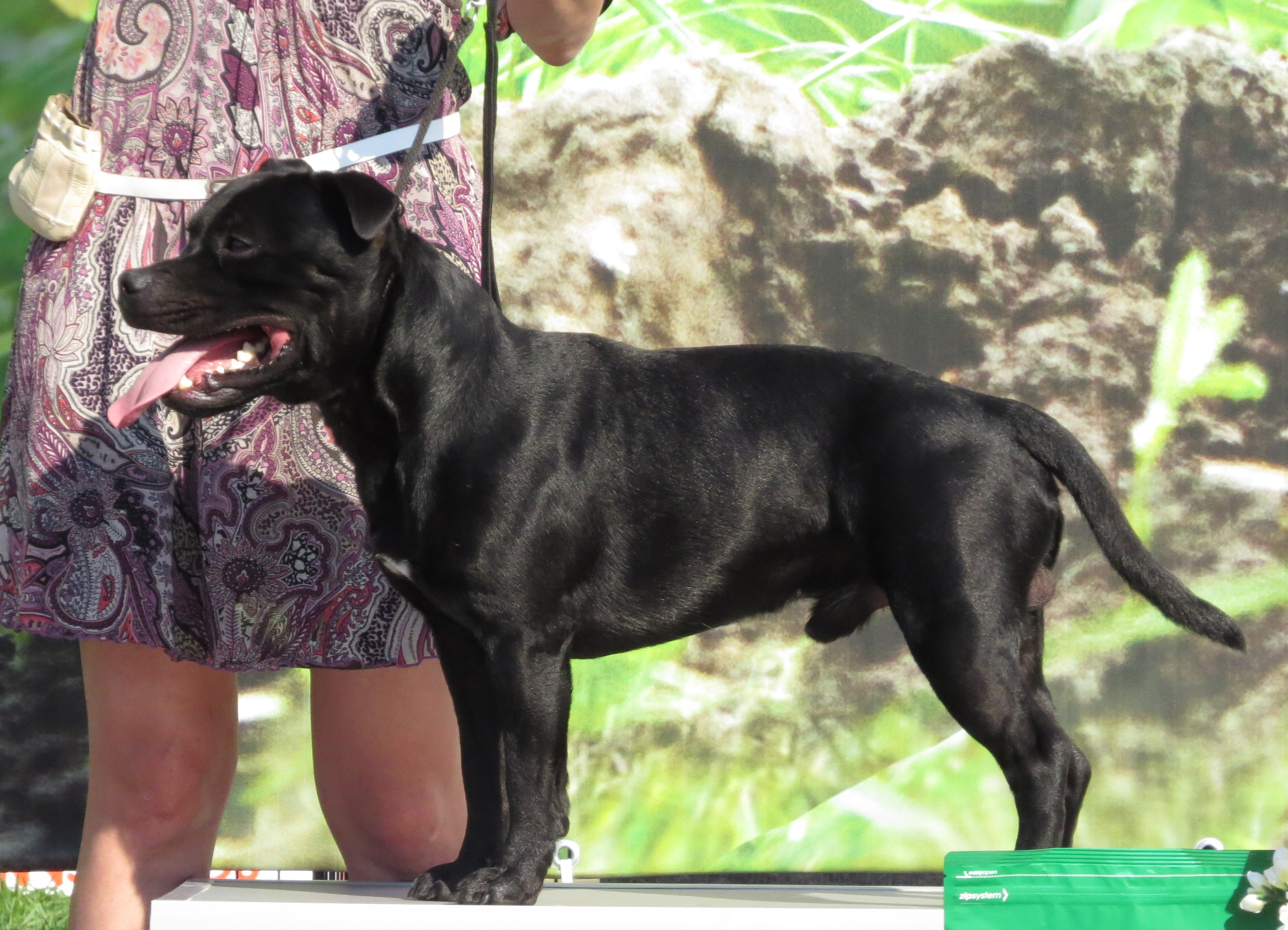
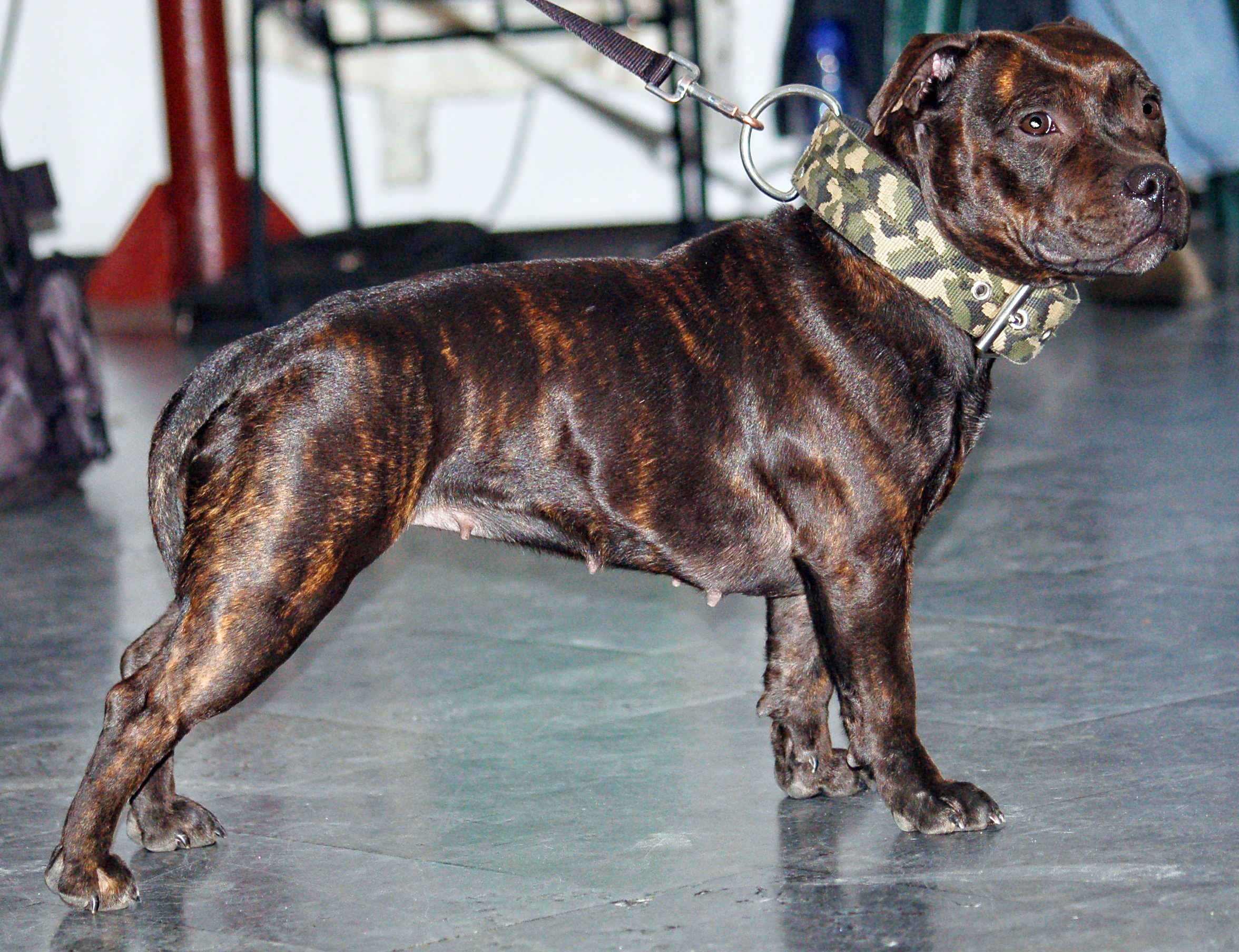
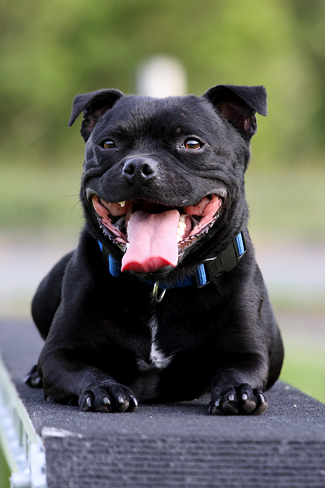
A boca, o crânio e a feição do Staffbull é inconfundível
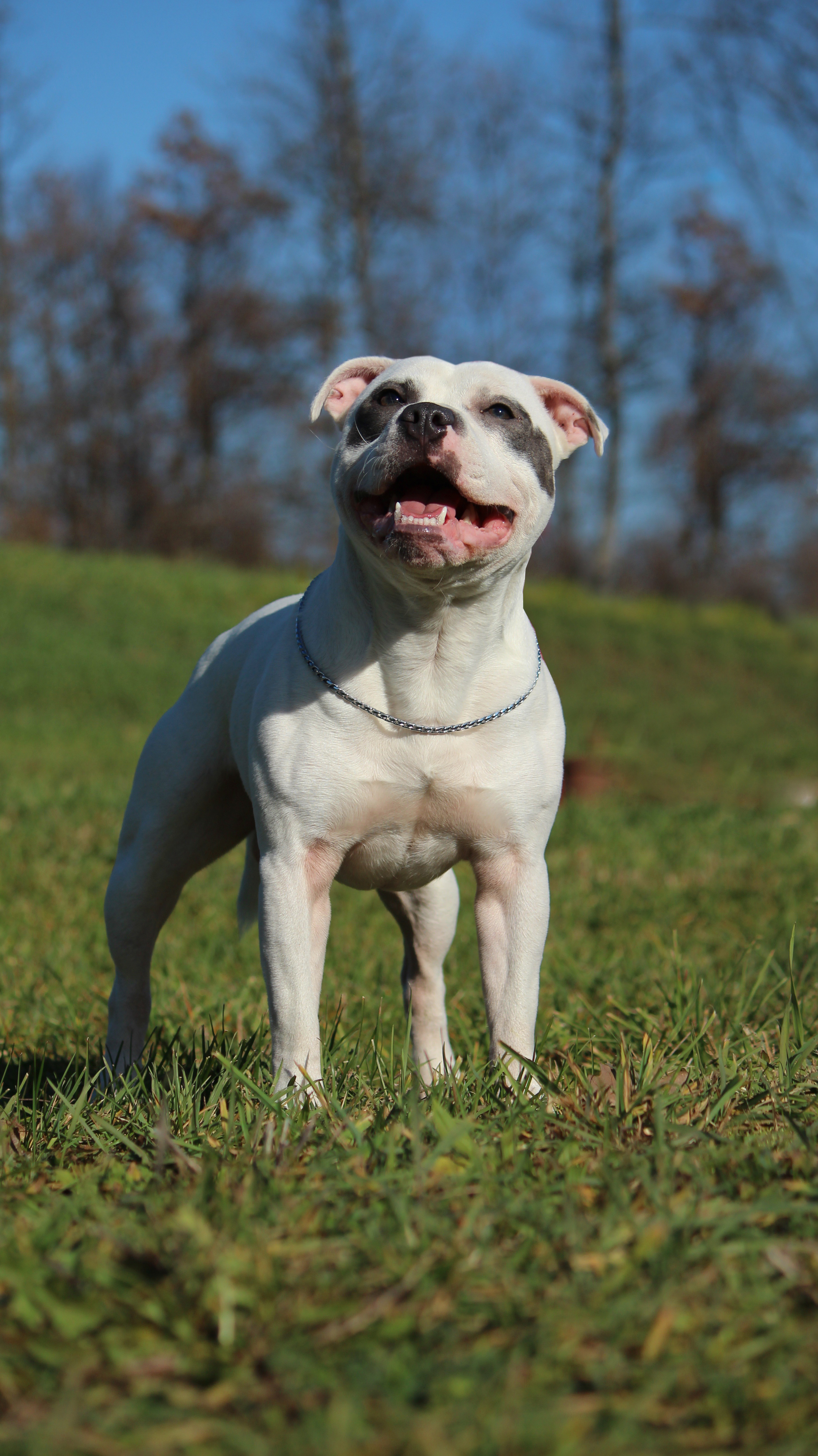
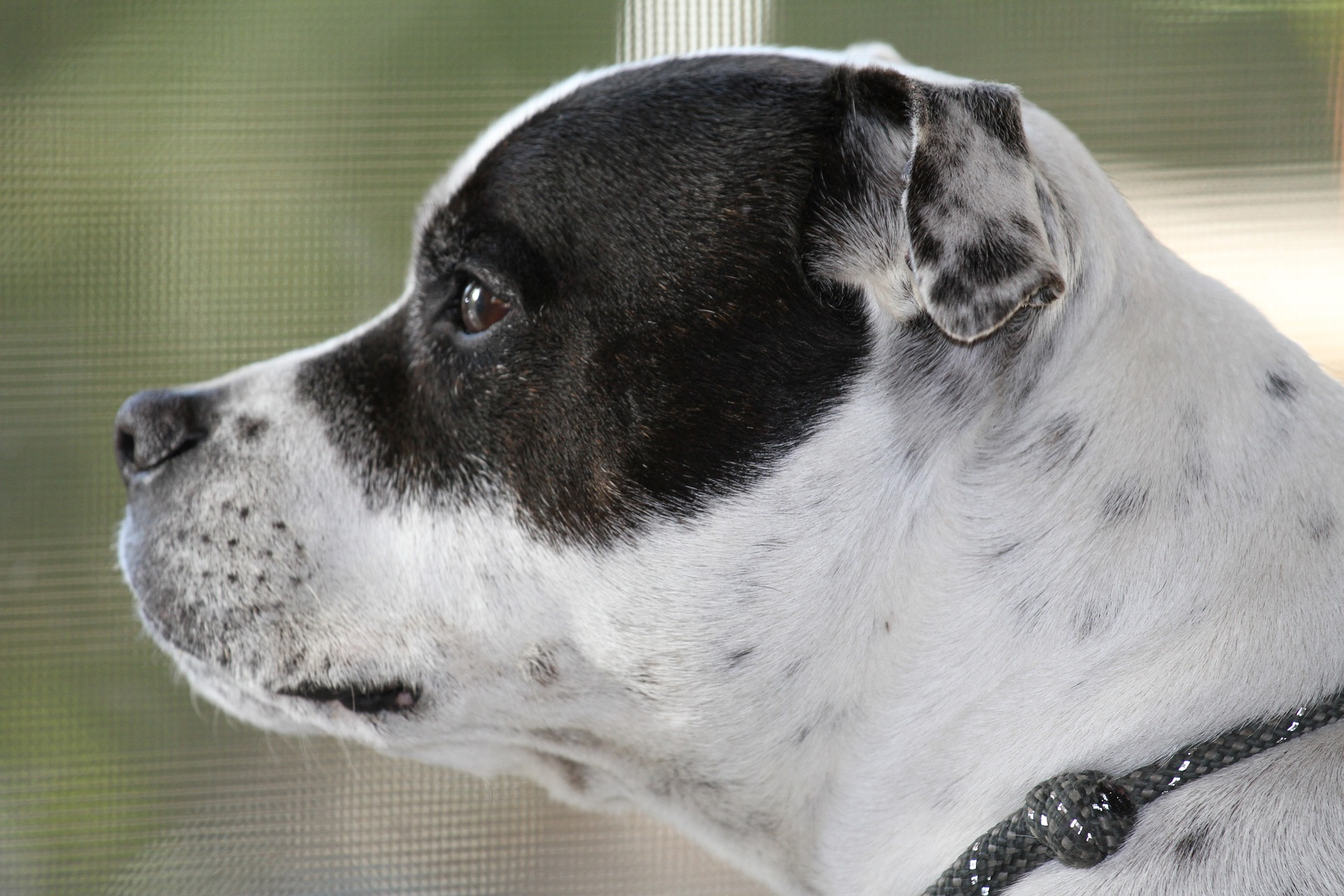
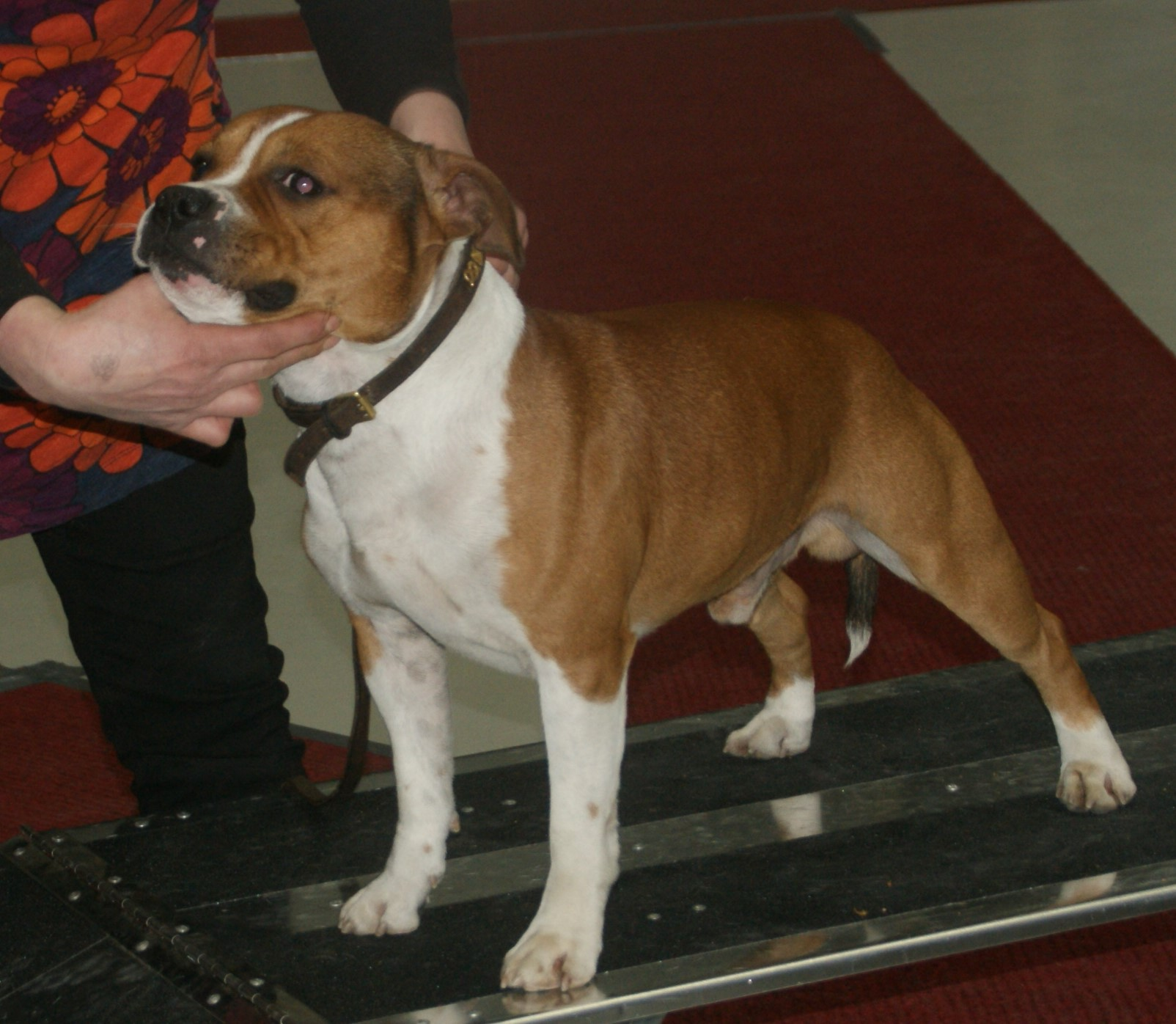
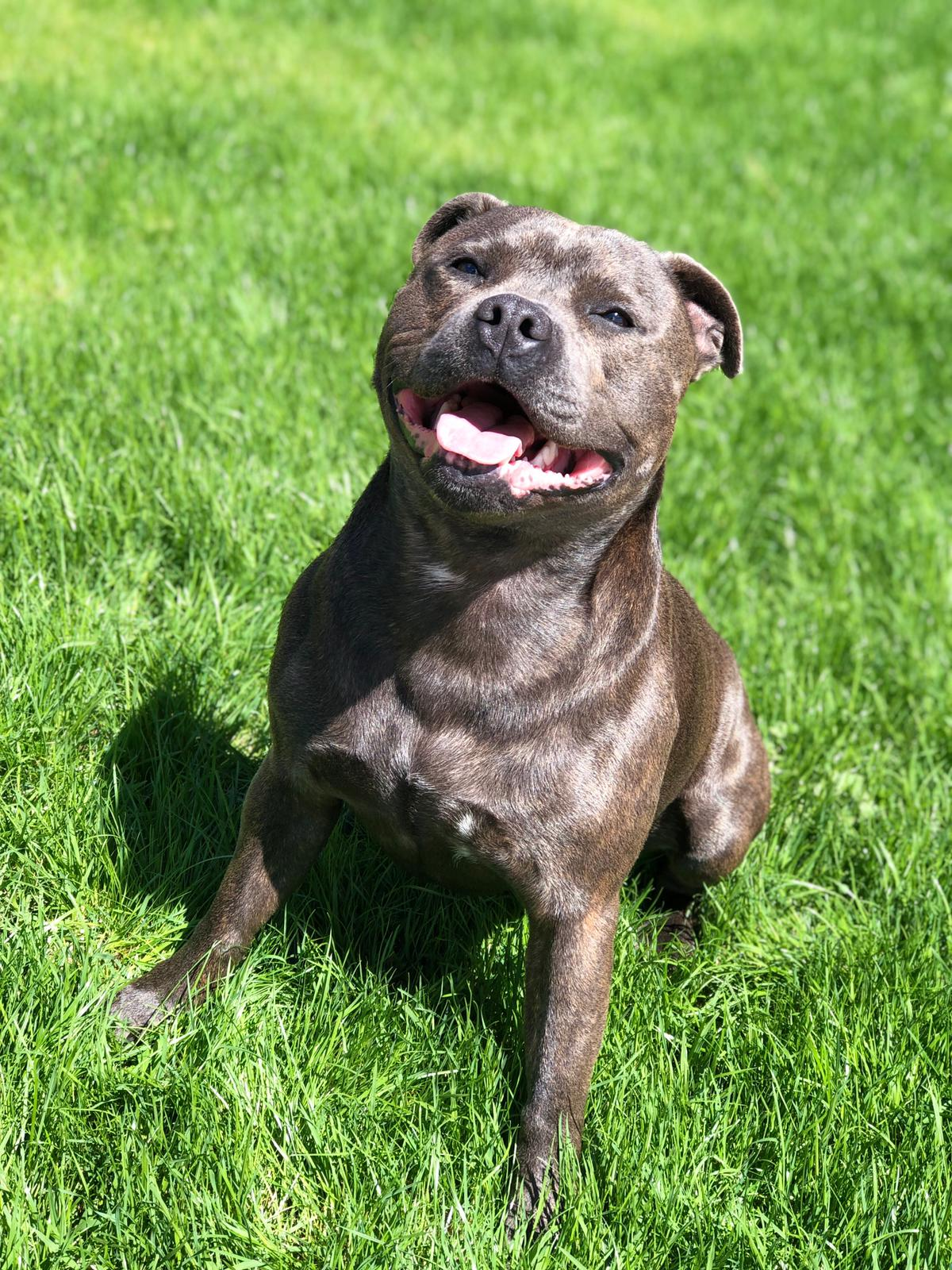